# Мілен Лазар
Мілен Лазар  (фр. Mylene Lazare, 20 листопада 1987) — французька плавчиня, олімпійська медалістка.
2008 року у французькій команді вона стала чемпіоном Європи у  естафеті 4 × 200 м.

## Виступи на Олімпіадах
| Олімпіада   | Дисципліна                      | Місце |
| ----------- | ------------------------------- | ----- |
| Лондон 2012 | естафета 4 × 200 вільним стилем | 3     |

## Зовнішні посилання
- Досьє на sport.references.com